# Berwyn Heights
Berwyn Heights es un pueblo ubicado en el condado de Prince George en el estado estadounidense de Maryland. En el Censo de 2010 tenía una población de 3.123 habitantes y una densidad poblacional de 1.747,53 personas por km².

## Geografía
Berwyn Heights se encuentra ubicado en las coordenadas 38°59′34″N 76°54′48″O / 38.99278, -76.91333. Según la Oficina del Censo de los Estados Unidos, Berwyn Heights tiene una superficie total de 1.79 km², de la cual 1.78 km² corresponden a tierra firme y (0.14%) 0 km² es agua.

## Demografía
Según el censo de 2010, había 3.123 personas residiendo en Berwyn Heights. La densidad de población era de 1.747,53 hab./km². De los 3.123 habitantes, Berwyn Heights estaba compuesto por el 56% blancos, el 15.11% eran afroamericanos, el 0.8% eran amerindios, el 8.39% eran asiáticos, el 0.13% eran isleños del Pacífico, el 14.44% eran de otras razas y el 5.12% pertenecían a dos o más razas. Del total de la población el 27.06% eran hispanos o latinos de cualquier raza.